# Oxypetalum regnellii
Oxypetalum regnellii là một loài thực vật có hoa trong họ La bố ma. Loài này được (Malme) T. Mey. mô tả khoa học đầu tiên năm 1951.